# Compagnie di contenimento e intervento risolutivo
Le Compagnie di contenimento e intervento risolutivo (o CCIR) sono stati reparti dei Carabinieri formati appositamente per fronteggiare le manifestazioni avvenute a Genova durante il G8 del 2001,furono disciolte nel 2003. Le CCIR furono organizzate traendo personale dai battaglioni della Prima Brigata Mobile Carabinieri, integrato con elementi della Seconda Brigata Mobile Carabinieri normalmente non impiegata in operazioni di ordine pubblico in Italia, ma esclusivamente per interventi in missioni militari all'estero.

## Storia
La costituzione di reparti di contenimento e intervento risolutivo prende forma negli Stati Uniti d'America dove, contro i manifestanti in genere e contro i Black bloc in particolare, veniva impiegata la Guardia Nazionale. Episodi del genere avvennero:
- a Seattle (30 novembre-4 dicembre 1999) durante le manifestazioni contro la Conferenza ministeriale del WTO,
- a Praga (26-28 settembre 1999) quando la città fu messa sotto assedio durante la riunione del Fondo Monetario Internazionale e della Banca Mondiale.

Da tali esperienze di gestione dell'ordine pubblico nacque nel dicembre 2000 da parte del Comando generale dell'Arma l'idea di costituire un reparto capace di fronteggiare i manifestanti più violenti, da poter impiegare in caso di bisogno, e la scelta di formare cinque Compagnie speciali da utilizzare per il G8 di Genova.

## Organigramma
Il colonnello Leonardo Leso era il comandante delle CCRI, il tenente colonnello Giovanni Truglio era il vice comandante,.
Il CCRI era organizzato in cinque Compagnie:
- 1ª Compagnia CCIR "ALFA", provenienza 3º Battaglione carabinieri "Lombardia", capitano Antonio Bruno, tenente Paolo Faedda.
- 2ª Compagnia CCIR "BETA", provenienza 8º Battaglione carabinieri "Lazio", capitano Nicola Bianchi, tenente Vincenzo Maresca.
- 3ª Compagnia CCIR "CHARLIE", provenienza 6º Battaglione carabinieri "Toscana", capitano Paolo Nardelli, 1º ed il 2º plotone, 100 uomini, al comando del maggiore Garau e del maggiore Antonio Frassinetto.

Il sottotenente Ernesto Imperato afferma che il comando il giorno 20 era diverso: 1º plotone sottotenente Guido Cioli, 2º plotone sottotenente Marco Scarafoni, 3º plotone sottotenente Alessandro Tosto.
- 4ª Compagnia CCIR "DELTA", provenienza 10º Battaglione carabinieri "Campania", maggiore parà Paolo Attilio Zanaroli
- 5ª Compagnia CCIR "ECHO", provenienza 12º Battaglione carabinieri "Sicilia", capitano Claudio Cappello, tenente Nicola Mirante, 1º plotone, 2º plotone, 3º plotone, 4º plotone, 200 uomini.

Ognuno dei battaglioni era composto dalle 150 alle 200 unità, per un totale complessivo di 920 uomini circa.
Gli ufficiali provenivano anche dal 7º Reggimento carabinieri "Trentino-Alto Adige" di Bolzano, dal 13º Reggimento carabinieri "Friuli Venezia Giulia" di Gorizia e dal 1º Reggimento carabinieri paracadutisti "Tuscania".

## Addestramento
L'addestramento dei CCIR avvenne al Nucleo Logistico addestrativo di Velletri, e durò circa un mese e mezzo. In seguito il Nucleo fu spostato a Genova in occasione del G8.

## Strategia
Coordinatore dei CCIR fu il tenente colonnello Giovanni Truglio: di servizio a Vibo Valentia, come Comandante del Gruppo Operativo Calabria, venne trasferito a Velletri ed infine a Genova, per pochi giorni.
I cinque ufficiali al comando delle Compagnie erano i capitani Antonio Bruno, Paolo Nardelli, Claudio Cappello, Bianchi e il maggiore Zanaroli.
Giovanni Truglio, come coordinatore del contingente, fu incaricato di istituire un posto comando presso la Fiera dove venivano gestiti tutti i contingenti di rinforzo presenti a Genova per l'Arma dei Carabinieri, quindi non solo le cinque compagnie del CCRI. Il posto comando si occupava dell'organizzazione logistica e dei servizi, ed era inoltre in contatto con il Comando Provinciale, che ogni giorno forniva indicazioni su come assolvere ai servizi del giorno successivo. Giovanni Truglio svolgeva attività di pianificazione, individuando i reparti atti a svolgere le attività assegnate alle Compagnie e comunicandogli gli ordini.
Una settimana prima del G8 sono state eseguite delle ricognizioni dei luoghi sensibili, e sono stati istituiti servizi di vigilanza fissa lungo tutta la zona interdetta, per prevenire attacchi terroristici nella zona rossa. Attorno a Palazzo Doria sono stati visitati tutti gli appartamenti, per controllare la possibilità di appostamenti di cecchini o la possibilità, da parte di cellule terroristiche, di piazzare bombe lungo il percorso dei Capi di Stato.

## Regole d'ingaggio
L'uso dei lacrimogeni è regolamentato, ma non sempre l'uso degli artifici lacrimogeni e dello sfollagente è apparso adeguato alle circostanze. L'uso delle armi da fuoco era previsto come difesa da un'analoga minaccia. L'ordine all'impiego dei lacrimogeni e delle armi da fuoco doveva essere dato da un funzionario. La risposta dei Carabinieri presenti sul posto doveva essere modulata a seconda della minaccia costituita dai manifestanti.

## Attività operativa durante il G8 di Genova
1ª Compagnia CCIR "ALFA": attacca il Carlini da via Invrea per prima, quando è ancora nel percorso autorizzato. Funzionario di PS è il Dott. Mondelli.
2ª Compagnia CCIR "BRAVO": opera in C.so Marconi - Pzzale Kennedy e partecipa allo sgombero del Meeting Point del Social Forum con il 1° Rgt Tuscania. Funzionario di PS è il Dott. Venezia,.
3ª Compagnia CCIR "CHARLIE": esegue la seconda carica in via Tolemaide, mista CC-PS con gli idranti. Funzionario di PS è il Dott. Gaggiano,.
4ª Compagnia CCIR "DELTA": non ha praticamente alcun contatto fisico coi dimostranti. In tutta la giornata, vengono utilizzati solo 4 lacrimogeni.
5ª Compagnia CCIR "ECHO": attacca in Piazza Alimonda. Ne faceva parte Mario Placanica, che ferì mortalmente, per legittima difesa, l'anarchico Carlo Giuliani secondo le prime fonti di polizia, quando risultò estraneo alla sua uccisione.